# 大竹屿岛
大竹屿岛，位于中华人民共和国浙江省东北部舟山群岛中部的一座岛屿，隶属于浙江省岱山县岱东镇管辖。大竹屿岛地处岱山岛东岸外1.5千米处，长800米，宽400米，海岸线长2.44千米，陆地面积0.222平方千米，最高点海拔61.5米。岛南部建有采石场1个，生产普通建筑石料。